# Тристаннид самария
Тристаннид самария — бинарное неорганическое соединение
самария и олова
с формулой SmSn3,
кристаллы.

## Получение
- Сплавление стехиометрических количеств чистых веществ:

{\displaystyle {\mathsf {Sm+3Sn\ {\xrightarrow {1090^{o}C}}\ SmSn_{3}}}}

## Физические свойства
Тристаннид самария образует кристаллы
кубической сингонии, параметры ячейки a = 0.4687 нм, Z = 1,
структура типа тримедьзолото AuCu3
.
Соединение конгруэнтно плавится при температуре 1090°С
.